# Albanië op het Junior Eurovisiesongfestival 2015
Albanië nam deel aan het Junior Eurovisiesongfestival 2015 in Sofia, Bulgarije. Het zal de tweede deelname van het land op het Junior Eurovisiesongfestival zijn. RTSH is verantwoordelijk voor de Albanese bijdrage voor de editie van 2015.

## Selectieprocedure
De Albanese openbare omroep gaf op 13 maart 2015 aan dat het wou deelnemen aan het Junior Eurovisiesongfestival 2015, en dit na de twee voorgaande edities gemist te hebben. Albanië debuteerde in 2012, en eindigde op de laatste plaats.
De Albanese preselectie werd georganiseerd op 27 mei 2015. 14 acts streden om het ticket naar de internationale finale. Er werd gebruikgemaakt van een vakjury om de winnaar aan te duiden, onder meer bestaande uit Olta Boka en Juliana Pasha. Uiteindelijk won Mishela Rapo met het nummer Dambaje.

## Nationale finale
| Plaats | Artiest                     | Lied          |
| ------ | --------------------------- | ------------- |
| 1      | Mishela Rapo                | Dambaje       |
| 2      | Wendi Mancaku & Vanesa Sono | Jeto          |
| 3      | Dario Zela                  | Hëna çapkënia |

## In Sofia
Mishela treedt op als 16e van de 17 na (winnaar) Malta en voor Montenegro met haar liedje 'Dambaje'.Ze eindigen met haar liedje 'Dambaje' op de 5e plaats.